# Xe tự hành Sao Hỏa

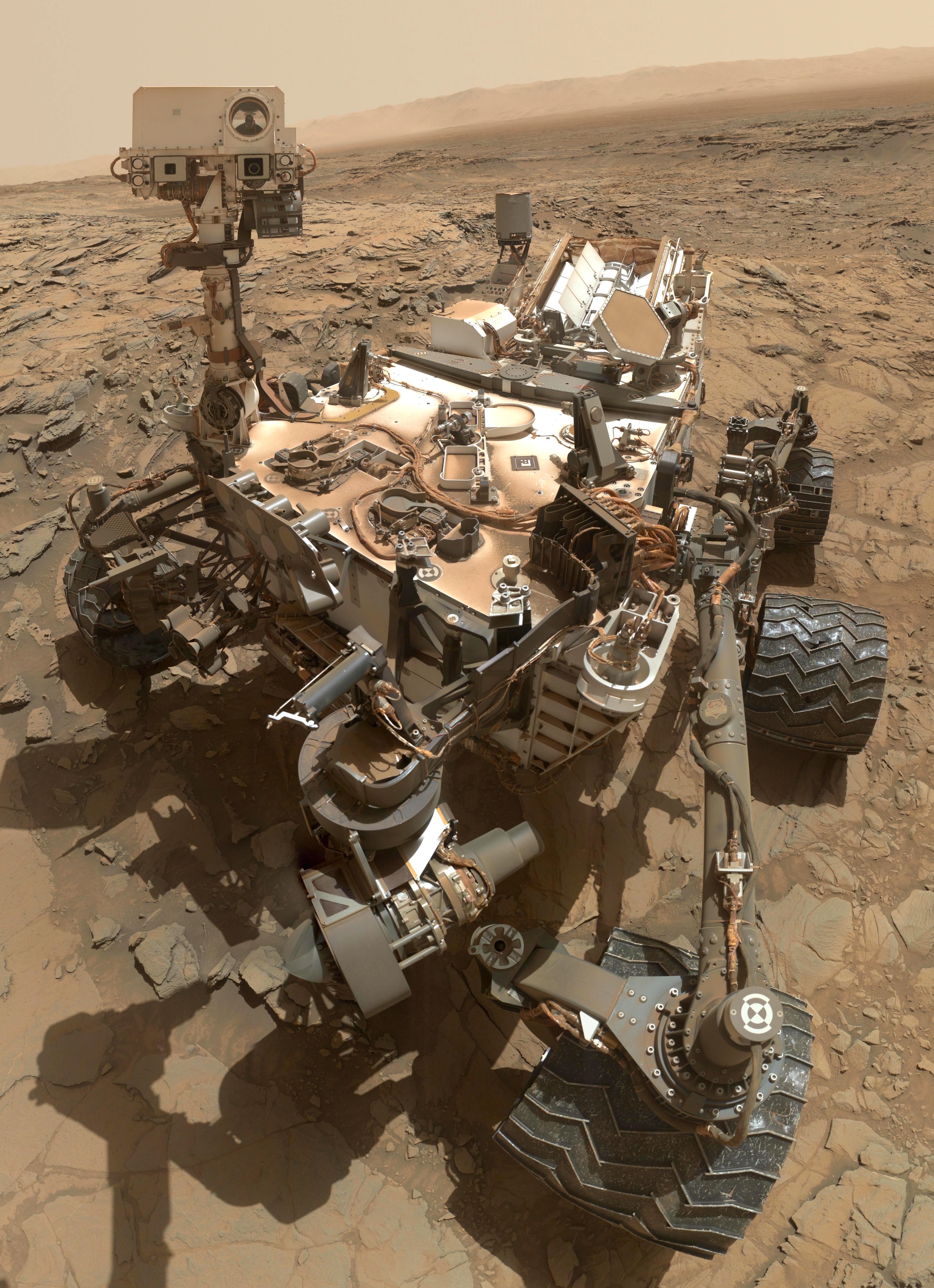
Xe tự hành Curiosity, selfie, 2015.

Xe tự hành Sao Hỏa là một phương tiện được thiết kế để di chuyển trên bề mặt Sao Hỏa.
Tính đến tháng 5 năm 2021, đã có sáu xe tự hành Sao Hỏa được vận hành thành công bằng robot; năm cái đầu tiên, được quản lý bởi Phòng Thí nghiệm Sức đẩy Phản lực của NASA, là (theo ngày hạ cánh trên Sao Hỏa): Sojourner (1997), Spirit (2004–2010), Opportunity (2004–2018), Curiosity (2012–nay) và Perseverance (2021–nay). Cái thứ sáu, do Cục Vũ trụ Quốc gia Trung Quốc quản lý, là Chúc Dung (2021–nay).
Vào ngày 24 tháng 1 năm 2016, NASA đã báo cáo rằng các nghiên cứu hiện tại về Sao Hỏa bởi Opportunity và Curiosity sẽ tìm kiếm bằng chứng về sự sống cổ đại trên Sao Hỏa, bao gồm một sinh quyển dựa trên các vi sinh vật tự dưỡng, hóa dưỡng hoặc hóa vô cơ dưỡng, cũng như nước cổ đại, bao gồm cả fluvio-lacustrine environment (đồng bằng liên quan đến sông hoặc hồ cổ đại) có thể sinh sống được.